# New (rivière)
Pour les articles homonymes, voir New River.
La New River est un cours d'eau des États-Unis d'une longueur de 515 km qui coule dans les États de Caroline du Nord, de Virginie et de Virginie-Occidentale. Elle est un affluent de la Kanawha dans le bassin du fleuve Mississippi.

## Géologie
Malgré son nom, la New River est sans doute l'une des rivières les plus anciennes d'Amérique du Nord.
Son cours actuel daterait d'il y a 65 millions d'années. Son cours ancien, baptisé Teays River (en) par les géologues, était beaucoup plus long,. Les mouvements de terrain du Pléistocène et les glaciers ont enterré une bonne partie du cours d'eau.
Le réseau hydrographique de la New River, estimé dater de la fin du Paléozoïque (soit il y a environ 250 Ma) pourrait être le plus ancien d'Amérique du Nord.
Fait atypique, la New River traverse le plateau des Appalaches (en) sans le contourner ni y prendre sa source, et le creusement de son lit indique que la rivière devait exister avant la formation du massif montagneux.
La rivière coule ultimement vers le nord-ouest, contrairement aux autres cours d'eau du centre des Appalaches qui coulent globalement d'ouest en est, vers l'océan Atlantique ; il est avancé que l'affaissement de l'est de la plaque nord-américaine, lors de son éloignement d'avec la plaque africaine au Mésozoïque, ait pu renverser le cours de la plupart des rivières de la région, à l'exclusion de la New River.

## Galerie

New River Gorge Bridge
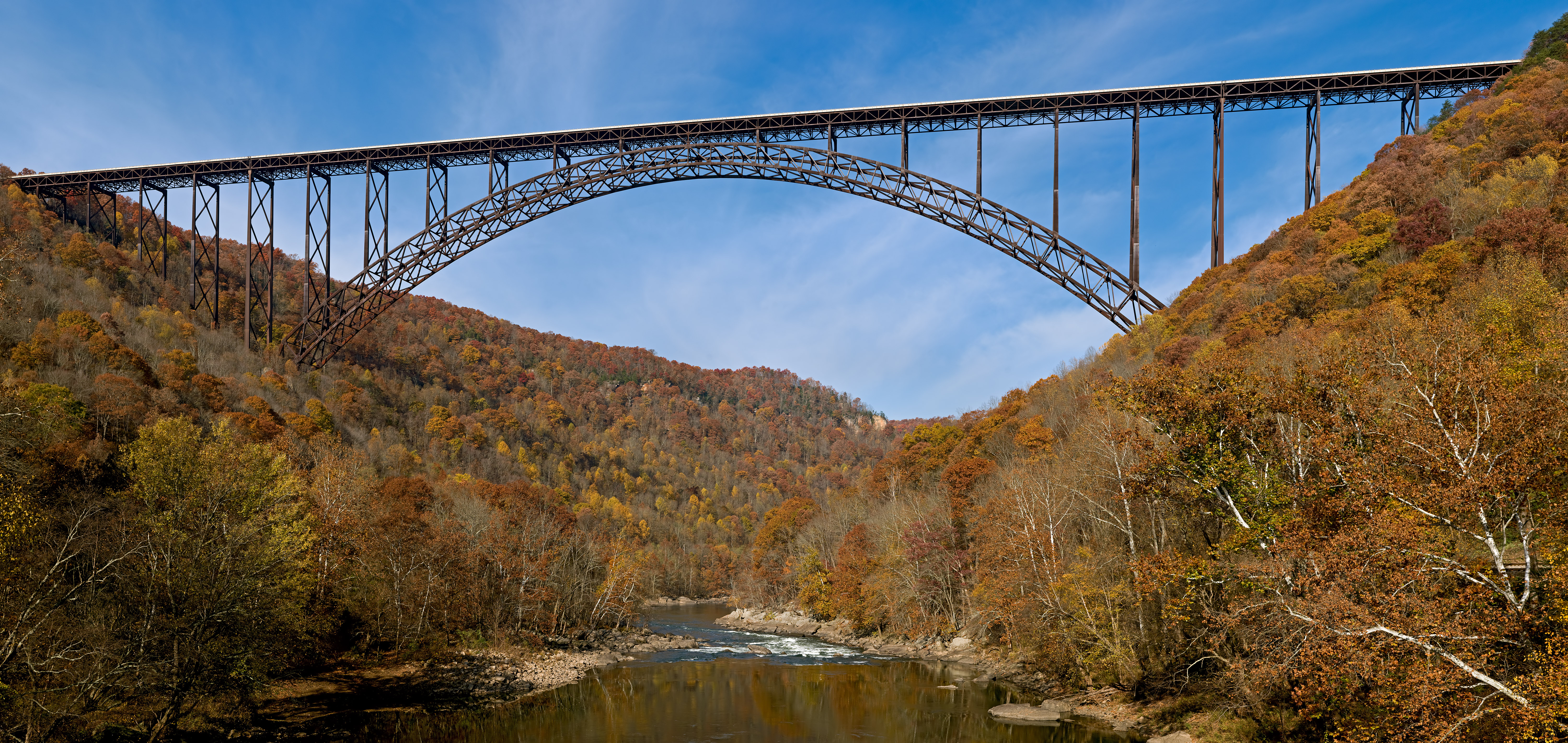
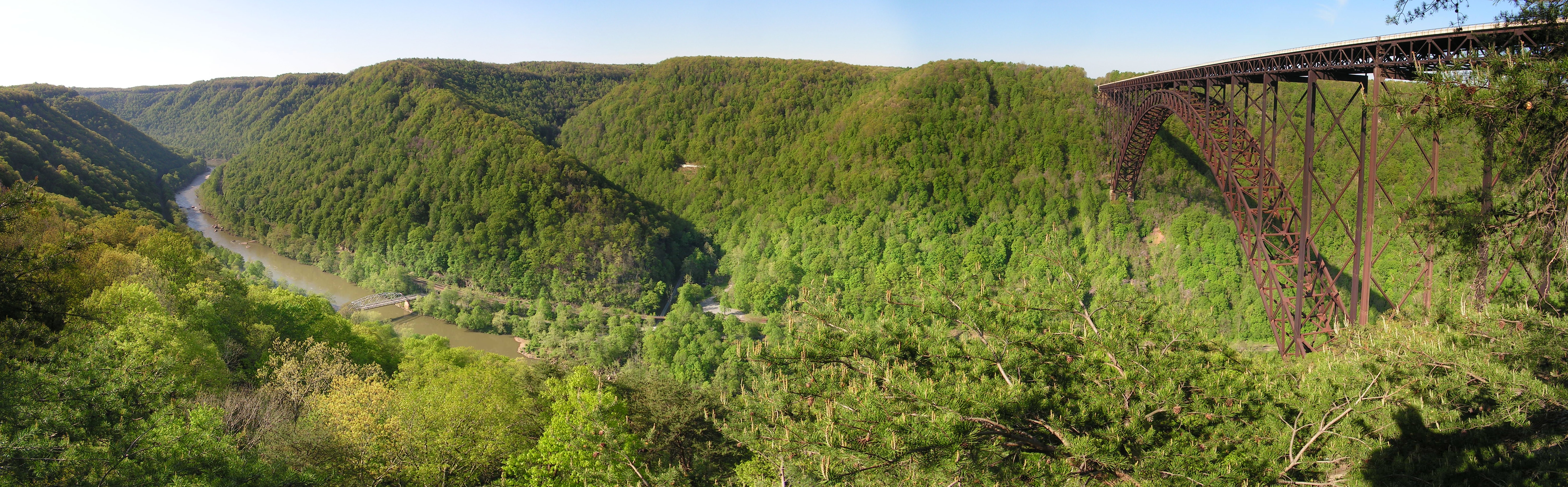

New River en Virginie
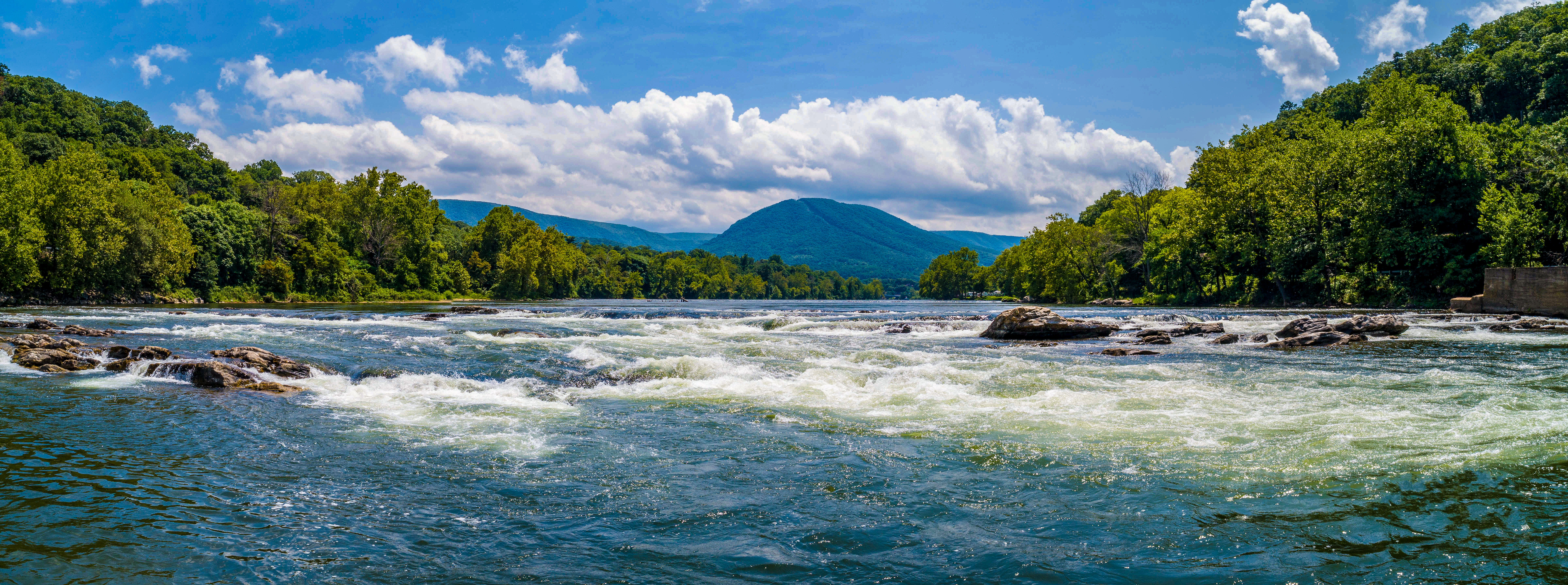
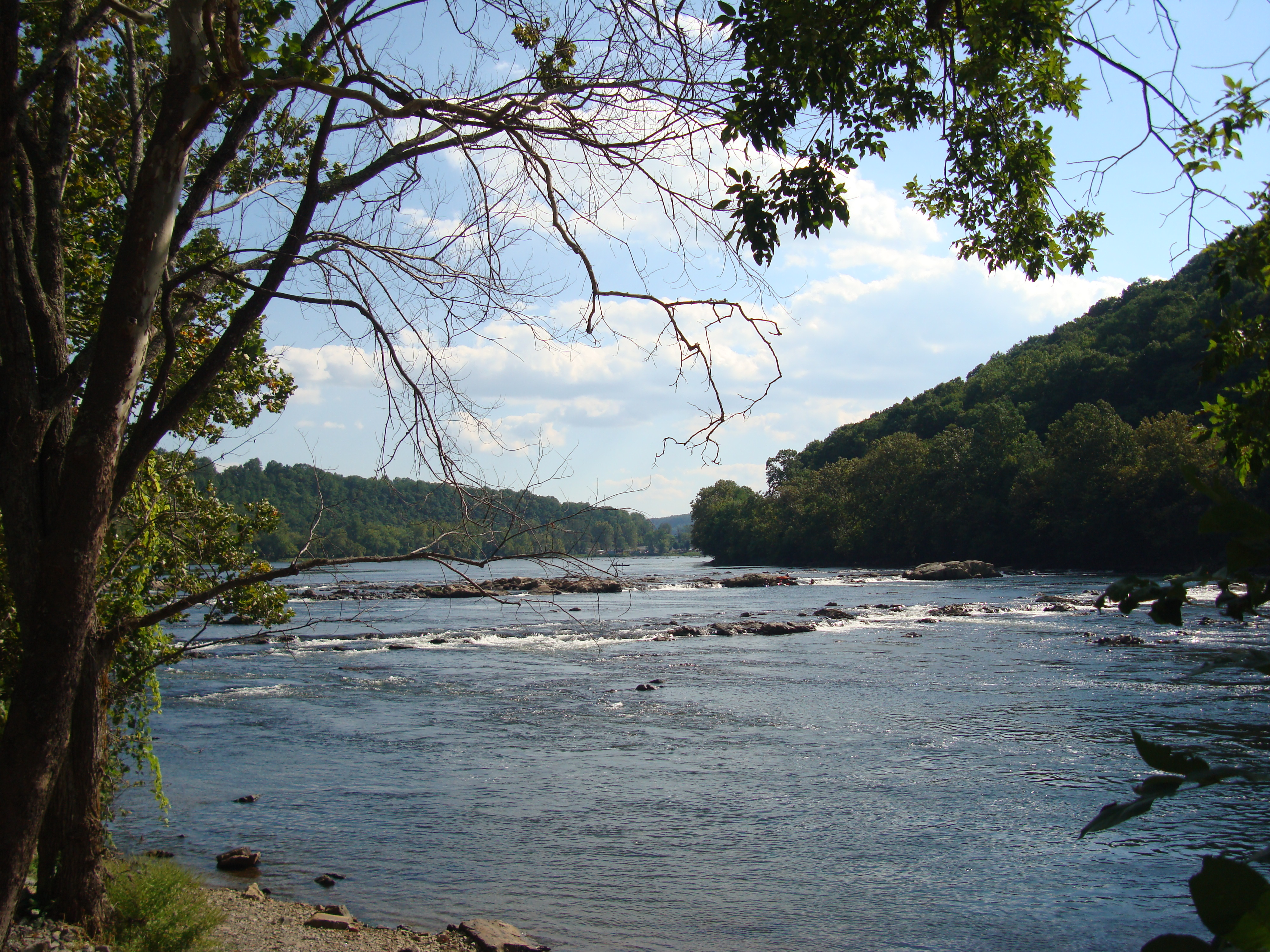

New River en Virginie-Occidentale
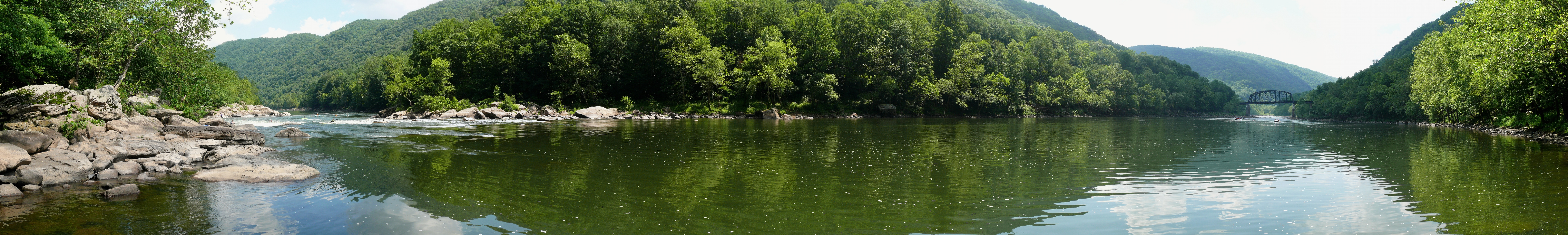